# Caddella capensis
Espèce
Caddella capensis est une espèce d'opilions dyspnois de la famille des Acropsopilionidae.

## Distribution
Cette espèce est endémique du Cap-Oriental en Afrique du Sud. Elle se rencontre vers Port Alfred et Grahamstown.

## Description
Le syntype mesure 2,8 mm.

## Systématique et taxinomie
Cette espèce a été décrite par Hirst en 1926.

## Étymologie
Son nom d'espèce, composé de cap et du suffixe latin -ensis, « qui vit dans, qui habite », lui a été donné en référence au lieu de sa découverte, la province du Cap.

## Publication originale
- Hirst, 1926 : « On some new genera and species of Arachnida. » Proceedings of the Zoological Society of London, vol. 1925, no 84, p. 1271-1280.